# تیم ملی والیبال مردان فرانسه
تیم ملی والیبال مردان فرانسه یک تیم والیبال متشکل از مردان والیبالیست کشور فرانسه است و به نمایندگی از این کشور در میادین بین‌المللی حاضر می‌شود. این تیم یکی از قدرتمندترین تیم‌های والیبال جهان است. فرانسه در سال ۲۰۰۲ تیم مسابقات سوم قهرمانی جهان شد و در سال ۲۰۱۵ به قهرمانی لیگ جهانی دست یافت.در المپیک ۲۰۲۰ توکیو به مدال طلا دست یافت.